# Polyzosteria
Polyzosteria (лат.) — род насекомых из семейства Blattidae отряда тараканообразных. Ареал рода охватывает Австралию и острова Новая Каледония и Тасмания.

## Виды
В роде Polyzosteria 17 видов:
- Polyzosteria aenea Burmeister, 1838 — Юго-Восточная Австралия;
- Polyzosteria australica (Brancsik, 1895) — Австралия;
- Polyzosteria cuprea Saussure, 1863 — Западная и Южная Австралия;
- Polyzosteria flavomaculosa Mackerras, 1965 — Западная Австралия;
- Polyzosteria fulgens Mackerras, 1965 — Западная Австралия;
- Polyzosteria invisa Walker, 1868 — Юго-Восточная Австралия;
- Polyzosteria limbata Burmeister, 1838 — Западная, Южная и Юго-Восточная Австралия, остров Тасмания;
- Polyzosteria magna Shaw, 1914 — Южная и Юго-Восточная Австралия;
- Polyzosteria metallica (Shaw, 1914) — Юго-Восточная Австралия;
- Polyzosteria mitchelli (Angas, 1847) — Западная, Южная и Юго-Восточная Австралия;
- Polyzosteria obscuroviridis Tepper, 1893 — Южная Австралия;
- Polyzosteria oculata Tepper, 1893 — Южная и Юго-Восточная Австралия, остров Тасмания;
- Polyzosteria pubescens Tepper, 1893 — Западная и Южная Австралия;
- Polyzosteria pulchra Mackerras, 1965 — Западная Австралия;
- Polyzosteria rouxi Chopard, 1924 — остров Новая Каледония;
- Polyzosteria terrosa Chopard, 1924 — остров Новая Каледония;
- Polyzosteria viridissima Shelford, 1909 — Юго-Восточная Австралия.

Типовой вид — Polyzosteria limbata.